# David J. Schwartz
David Joseph Schwartz (23 de marzo de 1927-6 de diciembre de 1987) fue un escritor y motivador estadounidense, más conocido por ser el autor del libro la magia de pensar en grande, escrito en 1959.  Fue profesor de la Universidad de Georgia en Atlanta y presidente de Creative Educational Services, firma de consultoría especializada en liderazgo y desarrollo personal.

## La magia de pensar en grande
El libro se enfoca en un programa personal de instrucciones, sobre como fijar metas altas y después superarlas mediante un pensamiento positivista,  alejadas de lo que Schwartz llama la "excusitis". Con este mecanismo se busca vencer la mala suerte, atrayendo pensamientos ambiciosos. El texto también contiene información sobre como acabar el miedo y ganar confianza tanto en los negocios, como en la vida cotidiana.